# Verningen
Verningen är en tätort i Larviks kommun i Vestfold fylke i sydöstra Norge. Orten ligger där fylkesväg 3022 möter fylkesväg 3026, vid sidan av Europaväg 18 och fylkesväg 256, nordöst om kommunens centralort Larvik.
Tidigare har orten tillhört dåvarande Hedrums kommun.